# Gysinge
Gysinge är ett samhälle i Sandvikens kommun, i Österfärnebo socken vid Dalälven intill gränsen mellan Gästrikland och Uppland. SCB har för bebyggelsen i orten avgränsat en småort, före 1995 en tätort som delades 1995 där dess södra del bildade småorten Mattön (Gysinge (södra delen)).
Gysinge var Gästriklands största järnbruk i slutet av 1800-talet, och än i dag kan man beskåda det välbevarade minnet av ortens vallonbruk vid Dalälvens strand. Bruket ingår i turistsatsningen Järnriket Gästrikland.

## Samhället
I Gysinge finns ett  brandkårsmuseum, ett värdshus, en obemannad brukshandel, Naturum, en levande smedja, ett konstgalleri samt (Pensionärernas Riksorganisations folkhögskola) 2021 övergick ägandet av folkhögskolan till Jula Hotell, numera med namnet Gysinge herrgård. I Naturum ges en översikt av naturmiljö och djurliv i Färnebofjärdens nationalpark. Naturumet är inrymd i en av de gamla bruksbyggnaderna.
I Gysinge finns Centrum för byggnadsvård. Där fanns också till 2010 Dalälvarnas flottningsmuseum med veteranbåten S/S Laxen.

## Kommunikationer
Länsväg 272 går igenom samhället och kallas här Gysingsstigen. Tidigare fanns här en station på Sala–Gysinge–Gävle järnväg, linjen är sedan länge uppriven men de iögonfallande broarna över Dalälven finns fortfarande kvar. Glesa bussförbindelser finns endast norrut till Sandviken via Österfärnebo och Årsunda i form av X-trafiks linje 47 samt i nordost till Gävle via Hedesunda i form av X-trafiks linjer 48 och 49. Före 2009 fanns i olika omgångar även en busslinje söderut över länsgränsen och ner till Östervåla i form av Gysingelänken.

## Historia

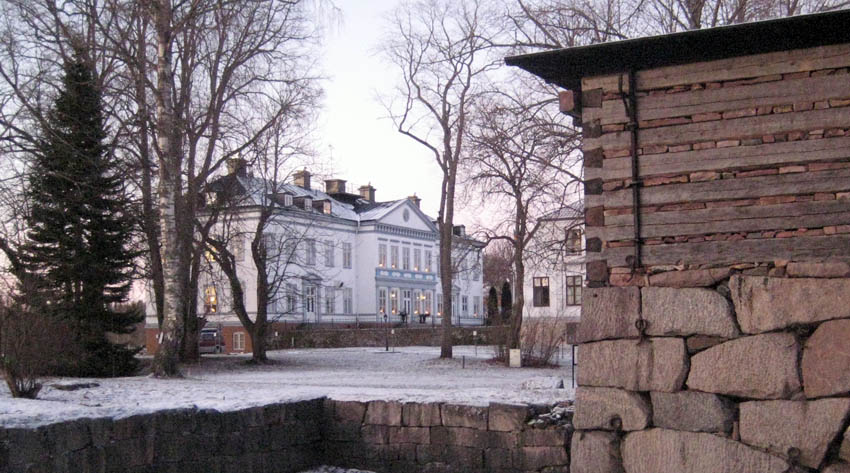
Masugnsruinen och herrgården i Gysinge. Foto från vintern 2008/2009.

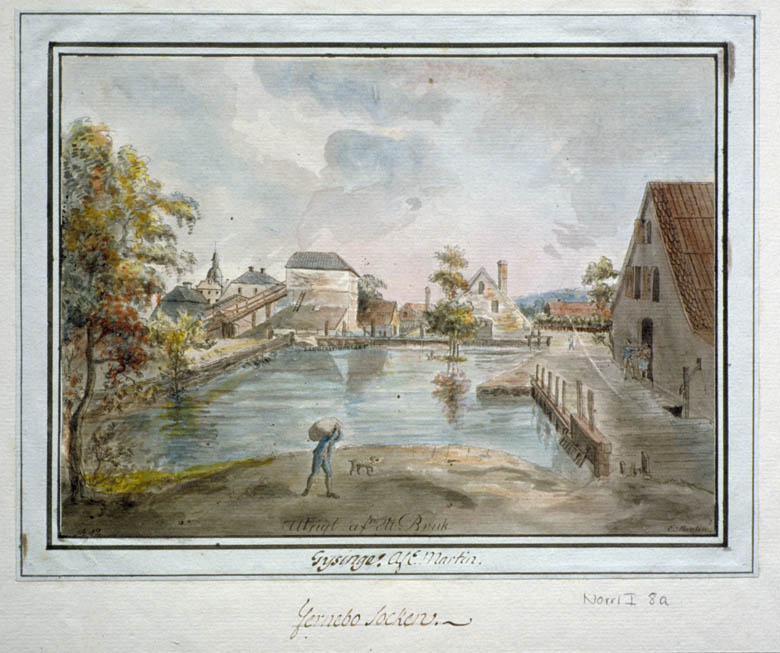
Gysinge bruk på 1790-talet. Akvarellerad pennteckning av Elias Martin.

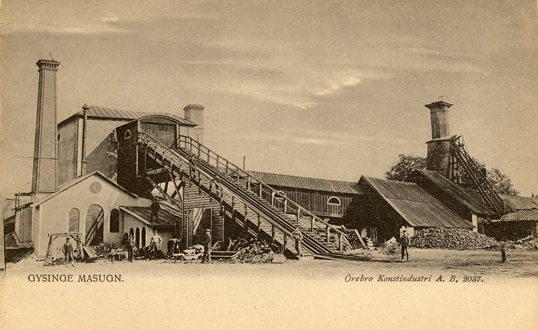
Mulltimmerhyttan vid Gysinge, ombyggd 1822 och nedlagd i början av 1900-talet.

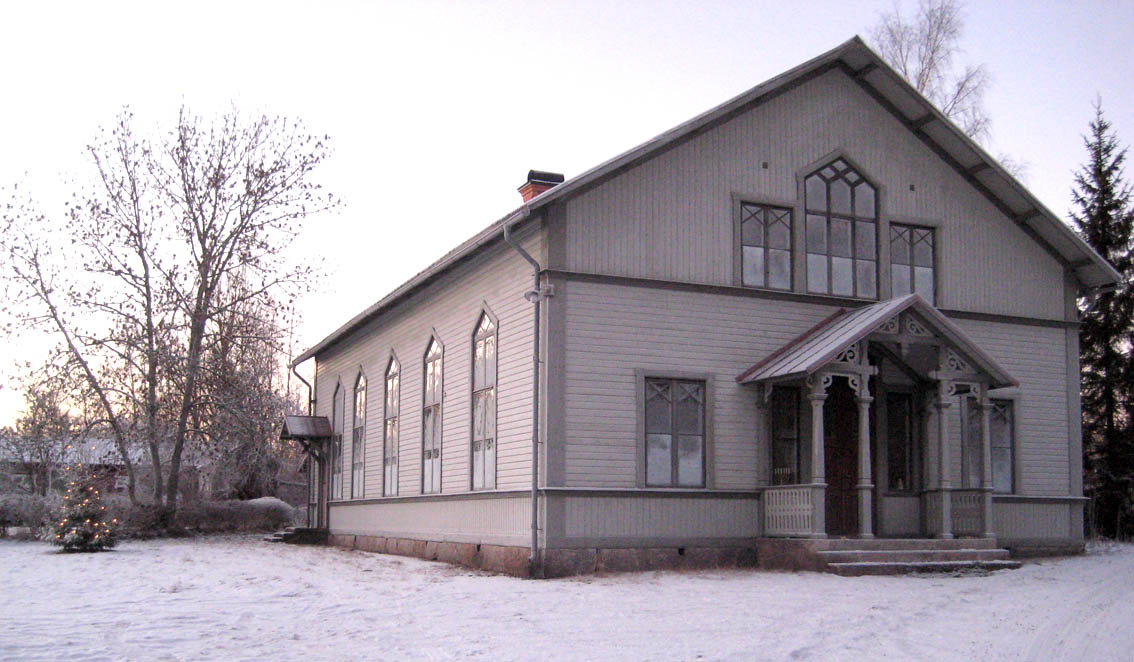
Mattöns missionshus. Foto från vintern 2008/2009

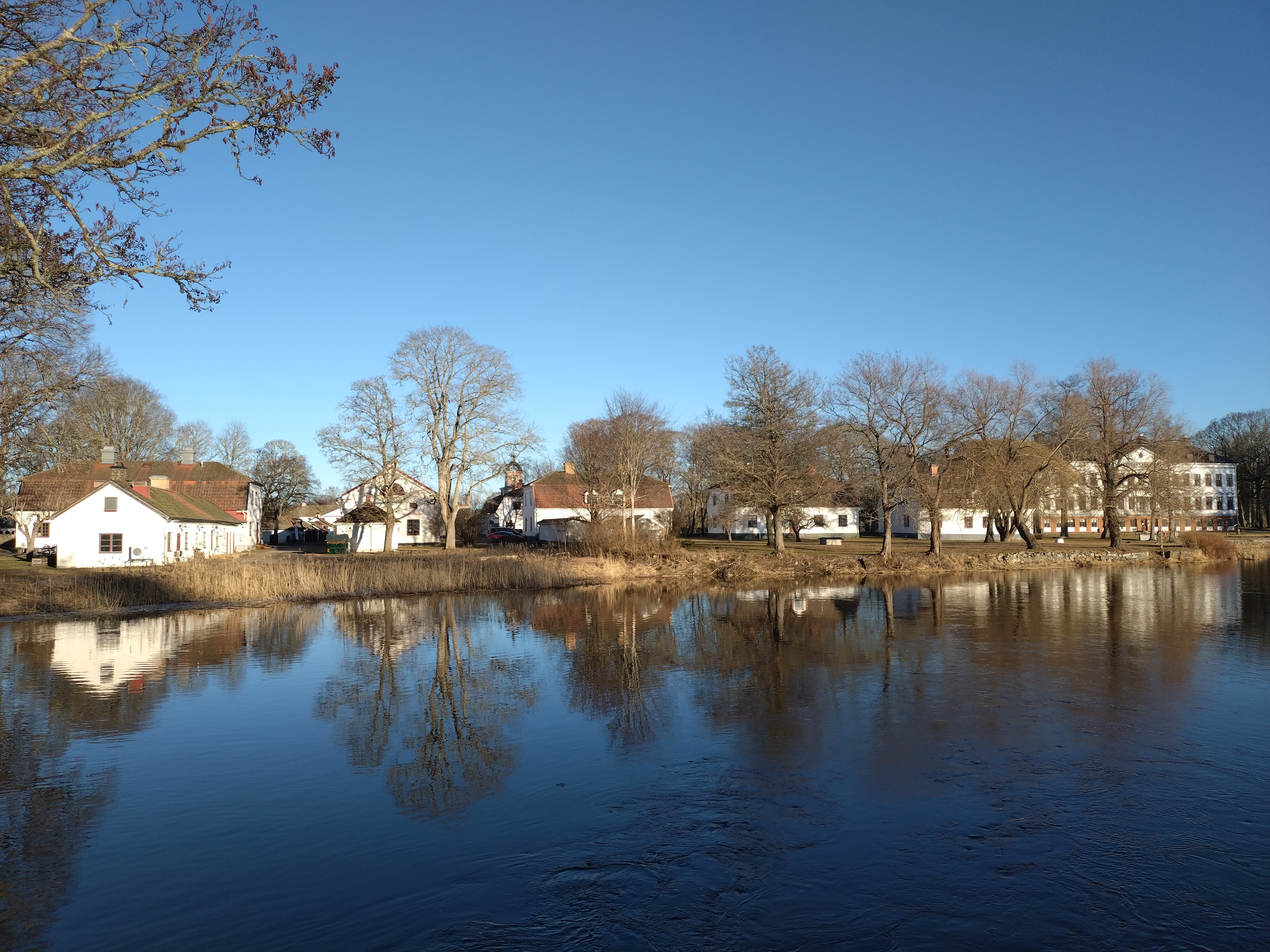
Gysinge sett från vattnet, våren 2025.

Gysinge är ursprungligen namnet på forsen i Dalälven där bruket kom att anläggas. Här hade byarna Koversta och Nässja sina kvarnar. Bruket grundades 1668 i samband med att Peder Swensson Printz den 29 april av bergskollegium erhöll privilegium att anlägga en masugn och en vattendriven hammare. Tillgången på vattenkraft och skog för kolning gjorde det lämpligt att anlägga bruk på denna plats, som tidigare hade utgjort fäbodskiften för byn Klappstas bönder. Den första masugnen i Gysinge uppfördes omkring 1670 på den nuvarande hyttbacken.
Printz hade för avsikt att gjuta lod vid bruket, men trots sex års skattefrihet dröjde det en bit in på 1670-talet innan produktionen kom igång. Den 11 juli 1677 fick inspektoren Anders Larsson Höök genom ett kungabrev malmbrytningsrätt i Dannemora gruvor samt även tillgång till skog på närliggande allmänningar. Han hade då redan tidigare anlagt ett faktori vid Gysinge där tillverkningen inriktades på produktion av gevär för den svenska armén. Någon produktion av gevär kom aldrig igång och frågan är om det inte var fråga om ett svepskäl för att förbättra chanserna att erhålla privilegier och att stångjärnsmide redan från början varit det avsedda. Bruket fick kort efter kungabrevets utfärdande även ett privilegium att driva stångjärnssmide och 1695 fanns det en hammare och två härdar på bruket. Vallonsmide infördes, vilket gav ett stångjärn av hög kvalitet som var efterfrågat i utlandet. Efter Anders Hööks död övertogs bruket av änkan och därefter hans dotter Eva, som av gift med Henrik Isenstierna som arrenderade Hargs bruk efter hans död gifte hon om sig med Carl Broman som övertog arrendet av Harg och dessutom halva Söderfors bruk. Gysinge såldes 1748 av Eva Höök och Carl Bromans son Israel Broman till Claes Grill och Mikael Hising. Redan 1751 köpte dock Eva Hööks sonson i första giftet Fredrik Ulrik Insenstierna tillbaka bruket. Han gjorde stora investeringar i Gysinge och efter hans död sålde svågern Johan Didrik Duwall bruket på offentlig auktion. Gysinge köptes för en och en halv miljon daler kopparmynt av brukspatronen Gustaf Wittfoth som fortsatte utbyggnaden av bruket. Efter hans död 1782 övertogs bruket av hans måg Anders Barcheus. Barcheus avled redan 1792. Hans arvingar behöll bruket till 1799 innan de sålde det till Jean Frederic Bedoire under vars tid Gysinge drabbades hårt av jarnbrukskrisen i samband med Napoleonkrigen.
Bruksrörelsen utvidgades successivt under 1700-talet och på bruksområdet fanns under mitten av århundradet förutom hytta, både vallon- och tysksmedja, spik- och klensmedja, kvarn, snickarverkstad och grovbladig såg. Klensmedjan, i dag benämnd Krokiga smedjan, uppfördes 1764. Den förlängdes åt öster på 1800-talet och kom då att inrymma även en mekanisk verkstad samt snickeriverkstad med modellkammare.
Gysinges första herrgård, ett gult karolinskt träslott, tillkom på 1750-talet. Den hade bland annat ett klocktorn, som i dag finns på orangeriets tak. Detta är det enda som kvarstår av byggnaden som brann ned i början av 1800-talet. Gysinge värdshus och skjutsstation uppfördes 1754 för att hysa kolkörare och resande. Orangeriet uppfördes 1790. Byggnaden finns i dag kvar och fungerar som kök och matsal för Gysinge Herrgård.
År 1820 köpte Michael Benedicks Gysinge och under släkten Benedicks ledning utvecklades Gysinge bruk till ett av de ledande järnbruken i landet. En rad rationaliseringar av järnbruksdriften genomfördes i slutet av 1800-talet. Lancashiresmide infördes under en kortare period. Den gamla masugnen, en mulltimmerhytta, renoverades 1822 och ruinen av denna kan i dag ses på hyttbacken.
I en serie av attacker mellan den 30 december 1820 och den 27 mars 1821 blev 31 människor attackerade av vargar och 12 av dessa dödades och 15 personer blev skadade. Samtliga, med undantag av en 19-årig kvinna, var barn, som var från tre och ett halvt år till 15 år gamla då de attackerades. Samtliga dessa attacker ägde rum i ett begränsat område inom i Dalarna och i Gästrikland, främst i Gysinge. Då en varg sköts upphörde attackerna. Mot bakgrund av historiska uppgifter har det antagits att dessa attacker skall ha genomförts av en varg, den så kallade Gysingevargen, vilken antas skall ha blivit uppfödd i fångenskap.
I järnbodarna, den första uppförd 1827 och den nyare 1874, förvarades stångjärnet innan det fraktades vidare till Gävle eller Stockholm.
1832 påbörjades uppförandet av en ny herrgård, skapad av arkitekten Carl Christoffer Gjörwell. Det ståtliga stenslottet i sengustaviansk stil stod inflyttningsklart 1840, och utgör i dag huvudbyggnaden i PROs folkhögskola. Den östra flygelbyggnaden uppfördes redan 1775. Kallbadhuset vid älvkanten, bakom herrgården, byggdes under 1830-talet. På Granön ute i Dalälven anlade brukspatronen Gustaf Benedicks 1876 en engelsk park. I parken planterades för trakten ovanliga träd och buskar, bland annat avenbok, bok och sykomorlönn.
Under 1889–1890 uppfördes en sulfitfabrik. Fabriken brann ned redan 1901 och återuppfördes aldrig. På samma plats byggdes några år senare ett elektrostålverk.
I den nedlagda lancashiresmedjan inledde 1899 faluingenjören Fredrik Kjellin försök med att framställa stål i elektriskt uppvärmda ugnar, elektrostål. Året därefter togs den första ugnen i drift, vilket resulterade i att man blev först i världen att i praktisk drift framställa stål medelst elektrisk induktionsugn. Den första driftsdugliga induktionsugnen kunde lastas med 80 kilo råämne och drog en effekt av 78 kilowatt, energiförbrukningen var avskräckande stor, cirka 7 000 kilowattimmar per ton.
Nedläggningen drabbade bruket hårt, mellan 1902 och 1907 flyttade 776 från Gysinge.
1905 övergick bruket i Stora Kopparbergs Bergslags Aktiebolags ägo för att en kort tid senare i stort sett läggas ned.  Metallurgiska AB i Stockholm arrenderade dock ytterligare en tid en elektrisk smältugn men verksamheten lades slutgiltigt ned årsskiftet 1926/1927. Under Stora Kopparbergs tid som ägare användes Gysinge herrgård 1905-1910 om bostad åt styrelseordföranden Per Johan Bråkenhielm som även var landshövding i Uppsala län. Därefter fungerade herrgården under 1920-talet som pensionat under namnet "Gysinge slott".
1901 invigdes Gysinge station vid Sala–Gysinge–Gävle järnväg järnvägen hade planerats medan bruket ännu stod i sitt flor, och Gysinge som var en järnvägsstation av klass III var tänkt som banans främsta och fick en pampig stationsbyggnad. Ursprungligen var den tänkt att uppföras i sten, men det blev en träbyggnad. Stationsbyggnaden brann 1936 och ersattes då av en enklare byggnad i funkisstil. I stationsbyggnaden fanns även postexpeditionen, och invid fanns en fotogendriven vattenpump, vattentorn och vattenhäst. Vattentornet revs 1919 när Gysinge kopplades in på det kommunala vattenledningsnätet. Här fanns även ett lokstall, som på 1930-talet byggdes om till bussgarage när busstrafik startade. Vid Gysinge station fanns även lastkajer och lastbryggor för timmer och träkol. Till sulfitfabriken och senare elektrostålverket gick stickspår, som även brukets handelsbod och värdshuset kunde dra nytta av vid leveranser. Vid Gysinge fanns även från 1885 en torvströfabrik med betydande täkter. Bibanor transporterade torv från Dragmyren, Rödbracksmyren och Stormyren ned till torvströfabriken i Gysinge. Stationen lades ned 1964.
Gysinge bruk ägdes tidigare av Sandvikens kommun som 2009 sålde det till privata aktörer.
Till Gysinge hör också Mattön, som kan beskrivas som en förort till själva bruket. Bebyggelsen på Mattön växte fram från 1800-talets slut på mark, som låg utanför brukets ägor och ägdes av bönderna i byn Klappsta. Här bosatte sig hantverkare, fiskare, skogs- och flottningsarbetare och andra som hade en friare ställning till bruket än de anställda. Mattön blev bas för folkrörelserna i samhället, både den fackliga och den frikyrkliga. Ett minne av denna period är missionshuset, som numera drivs av en ideell förening som samlings- fest- och konsertlokal.
August Palm besökte våren 1894 Gysinge, men kördes då bort av brukspatronen, som förbjöd gästgivaren att ge honom mat eller husrum vid bruket.

### Befolkningsutveckling
Statistik från och med 1995, då Gysinge på grund av minskat befolkningsunderlag upphörde att vara tätort, gäller den till ytan mindre småorten Gysinge (norra delen).
| Befolkningsutvecklingen i Gysinge/Gysinge (norra delen) 1950–2015 | Befolkningsutvecklingen i Gysinge/Gysinge (norra delen) 1950–2015 | Befolkningsutvecklingen i Gysinge/Gysinge (norra delen) 1950–2015 | Befolkningsutvecklingen i Gysinge/Gysinge (norra delen) 1950–2015 | Befolkningsutvecklingen i Gysinge/Gysinge (norra delen) 1950–2015 |
| ----------------------------------------------------------------- | ----------------------------------------------------------------- | ----------------------------------------------------------------- | ----------------------------------------------------------------- | ----------------------------------------------------------------- |
|                                                                   |                                                                   |                                                                   |                                                                   |                                                                   |
| År                                                                |                                                                   |                                                                   | Folkmängd                                                         | Areal (ha)                                                        |
| 1950                                                              | 1950                                                              |                                                                   | 416                                                               |                                                                   |
| 1960                                                              | 1960                                                              |                                                                   | 314                                                               |                                                                   |
| 1965                                                              | 1965                                                              |                                                                   | 297                                                               |                                                                   |
| 1970                                                              | 1970                                                              |                                                                   | 268                                                               |                                                                   |
| 1975                                                              | 1975                                                              |                                                                   | 224                                                               |                                                                   |
| 1980                                                              | 1980                                                              |                                                                   | 227                                                               | 100                                                               |
| 1990                                                              | 1990                                                              |                                                                   | 226                                                               | 100                                                               |
| 1995                                                              | 1995                                                              |                                                                   | 137                                                               | 64#                                                               |
| 2000                                                              | 2000                                                              |                                                                   | 133                                                               | 62#                                                               |
| 2005                                                              | 2005                                                              |                                                                   | 123                                                               | 62#                                                               |
| 2010                                                              | 2010                                                              |                                                                   | 87                                                                | 60#                                                               |
| 2015                                                              | 2015                                                              |                                                                   | 135                                                               | 38#                                                               |
| Anm.: Upphörde som tätort 1995. # Som småort.                     |                                                                   |                                                                   |                                                                   |                                                                   |